# Ruuttijärvi (Pajala socken, Norrbotten, 749751-182177)
Ruuttijärvi är en sjö i Pajala kommun i Norrbotten och ingår i Torneälvens huvudavrinningsområde. Sjön har en area på 0,0378 kvadratkilometer och ligger 173 meter över havet.

## Delavrinningsområde
Ruuttijärvi ingår i det delavrinningsområde (749333-182008) som SMHI kallar för Ovan Suksijoki. Medelhöjden är 191 meter över havet och ytan är 90,46 kvadratkilometer. Räknas de 6 avrinningsområdena uppströms in blir den ackumulerade arean 199,4 kvadratkilometer. Kaunisjoki som avvattnar avrinningsområdet har biflödesordning 3, vilket innebär att vattnet flödar genom totalt 3 vattendrag innan det når havet efter 253 kilometer. Avrinningsområdet består mestadels av skog (51 procent) och sankmarker (44 procent). Avrinningsområdet har 0,64 kvadratkilometer vattenytor vilket ger det en sjöprocent på 0,7 procent.